# Nematanthus savannarum
Nematanthus savannarum är en tvåhjärtbladig växtart som först beskrevs av Conrad Vernon Morton, och fick sitt nu gällande namn av J.L. Clark. Nematanthus savannarum ingår i släktet Nematanthus och familjen Gesneriaceae. Inga underarter finns listade i Catalogue of Life.